# 迷宮傳奇
《迷宮傳奇》（英語：The Crystal Maze），又稱《水晶迷宮》，是恰特沃茲電視公司於1990年2月15日至1995年8月31日，還有於2017年6月23日起，在英國第四台播放的一個益智節目，主要由主持人帶領六名參賽者，勇闖迷宮內部，最後將闖關得到的水晶球於水晶宮內，並收集滿一百張的「金箔」，就可得到神秘大獎。
2015年6月9日，根据官网消息，这个迷宫将于时隔二十年后在伦敦回归。根据Indiegogo网站的消息，这个项目已经通过众筹获得超过90万英镑的建设经费，已经于2016年3月在英国伦敦开放全民参与的新版《迷宫传奇》体验馆，设备也将全面翻新。2016年9月1日，Channel 4称录制一集新版《迷宫传奇》，为由不同名人参与的公益版本。

## 遊戲內容與規則

### 區域劃分
每集來自四面八方的六名參賽者，將共同努力，勇闖迷宮內部，最後直搗迷宮傳奇的中央內部「水晶宮」。每次迷宮傳奇節目當中，都有四個「區」（均為主題場景）。敘述如下：
- 土著部落區 - 阿茲特克（Aztec）：是以原住民阿茲特克人為主的原始部落主題式關卡。
- 海洋區（Oceanic）：是以一艘名為「亞特蘭提斯號」（原本亞特蘭提斯是一座沉沒的文明都市）的沉船為主題的關卡，第一季到第三季為「工業區」，是以一間廢棄的工廠為主的主題關卡。但在2016年、2017年版的迷宫里，这个区域重新设定为工业区。
- 中古世紀區（Medieval）：是以一間廢棄的古堡，並將時代設定為中古世紀的風格關卡。
- 未來世紀區（Futuristic）：是以在外太空一艘太空船為主的主題式關卡。當然，外太空僅為一種遊戲造型，參賽者並非真正在外太空。第五季至第六季期間，電腦的名字叫做芭芭拉。
- 東方區（Eastern）：是以傳統中國為主題的關卡。充滿濃濃中國風是該關卡特色。

### 關卡種類與計時
而上述區域的關卡均有下列四個種類：有體能關（Physical）、技巧關（Skill）、智力關（Mental），與神秘關（Mystery）等四個種類。而每個關卡都有二分鐘（2 minutes）、二分鐘三十秒（2 and half minutes），以及三分鐘（3 minutes）等三種不同的闖關時間。甚至在2016年，與2017年版本的迷宫里，有关卡是没有时间限制的。

### 規則說明

#### 遊戲進行
- 每隊參賽隊伍均有一名隊長（captain）與副隊長（vice captian），隊長擔任的是選擇參賽者參與哪一種類的關卡，但當隊長被鎖在一個關卡後，就由改副隊長作出重大抉擇。
- 隊伍可以從任何一個關卡（水晶宮除外）開始進行遊戲，以順時鐘或逆時鐘的方向進行遊戲。
- 當一組隊伍到達一個關卡的時候，主持人等候隊伍全員到齊，解釋其區域特色，再行由隊長指示指定哪一位參賽者闖關。
- 隊長可以指定關卡種類，但不能指定關卡內容。
- 一個隊伍只能在一個區域內依序進行一個關卡，也就是說沒有兩個關卡同時進行。但是在2015年版的迷宫传奇中，可同时有4个队伍在迷宫的4个区域内完成任务。
- 一個種類的關卡在同一個區域內不能超過三次，舉例說明，在一個區域內，不能同時闖三次技巧關。
- 當隊長指定好哪一位成員闖什麼關卡時，主持人就會帶領該隊到指定關卡開始闖關。
- 當關卡的門關上，參賽者進入關卡後，門外的計時器就會開始計時。
- 倘若主持人可以讓該隊幫助闖關中的參賽者，則其他參賽者可以透過關卡的窗戶對著闖關中的參賽者大喊等協助，或給予提示，但不可以兩人以上同時闖關；反之，倘若主持人不允許其他參賽者協助闖關中的參賽者，則賽外參賽者就不能協助或對闖關中的參賽者大喊以及提示。
- 闖關參賽者按照關卡內的線索，進行闖關內容，大多的關卡沒有文字敘述，但是參賽者往往只要看關卡的類型與一些設備，就可以得知要闖什麼與如何進行關卡。
- 闖關同時，若參賽者於時間限制內順利取得水晶球，並帶出關卡的門口，該隊就順利取得水晶球。闖關成功次數愈多，則該隊之水晶球數也就愈多。
- 闖關失敗，若在時限內走出關卡之門，該名闖關參賽者仍然可以跟隊，當然，該隊也就不能累計到水晶球。但是如果參賽者超過時限，來不及逃出關卡，則該名參賽者就會被「鎖」在關卡內，無法跟隊，隊長則有權放棄累計水晶球，換取參賽者的「自由」，當然，隊長認為水晶球有對參賽者累計水晶宮內時間的重要性，隊長也可以決定不要換取參賽者的「自由」。
- 通常一個區可以闖三到四個種類的關卡，耗時約十分鐘，當一個區域完成後，則主持人會帶領該隊進行下一區的遊戲。倘若前幾區有被「鎖」在關卡內的參賽者，此時也無法跟隊，但參賽者在別區，隊長有意要釋放該名參賽者，則主持人會派一名隊員前往該區，拿著一個水晶球，讓該名被「鎖」在關卡內的參賽者繼續跟隊，而該隊的水晶球也就「象徵性」的放在關卡內，表示「損失」水晶球。
- 倘若參賽者因挑戰失敗被「鎖」在關卡內，縱使已獲得該關卡的水晶球，還是不能列入取得之累計水晶球，亦不得作為換取「自由」的道具。
- 亦有關卡有限制一定的道具材料數量，若在這些道具材料完全消耗完畢時，尚未達到過關條件獲得水晶球，表示參賽者闖關失敗，無法獲得水晶球，只能於時間內走出關卡之門。而部分關卡若參賽者因操作錯誤導致確定無法獲得水晶球時，且此關卡亦未規定相關「上鎖」制度時，此時主持人就會要求參賽者離開關卡，也意味者參賽者闖關失敗，但至少不會被「鎖」在關卡內，仍然可以繼續跟隊。
- 如果參賽者在遊戲中未依照遊戲規範進行遊戲，用犯規手法獲得水晶球及攜出關卡時，主持人會宣告此次遊戲為犯規，無法獲得水晶球，會將水晶球歸還關卡，表示闖關失敗，只是闖關者不會被「鎖」在關卡，可以繼續跟隊。
- 如果2015年版的《迷宫传奇》项目，众筹得到67.5万英镑的话，在迷宫中还会出现「监狱」。所有被锁死的参赛者有机会通过「监狱」裡的特殊任务，赢得继续参与游戏的权利。

#### 自動上鎖的關卡
- 第二季的節目開始，則會有所謂「自動上鎖」的關卡，此類關卡，主持人會事前告知參賽者，此類關卡內有特定的機關，諸如要是誤觸機關三次、失誤三次，或者腳踏地板等，即使於時限內，若參賽者犯規了，也會被鎖在關卡內，而該隊隊長同樣也可以用累計的水晶球釋放隊員。
- 有部分關卡是先行因故獲得水晶球後就「自動上鎖」的關卡，參賽者必須在時間完成關卡過關之條件，方能過關並且順利直接取得水晶球，若未完成過關條件，將會因為時間結束而被鎖在關卡內。（此類關卡一旦先行拿到水晶球就無法有後悔回頭離開的餘地，必須過關才行，所以就只會有「過關取得水晶球」或「失敗被鎖在關卡」等兩種情況發生）。
- 若因先行獲得水晶球並「自動上鎖」的關卡發生挑戰失敗等情況時，除了損失團隊的水晶球來換取「自由」外，先行獲得的水晶球將不列入計算（如前段敘述），亦不得折抵將該水晶球作為換取「自由」之道具。

#### 最終旅程 - 水晶宮
- 參賽者闖完四個區域後，最後的旅程就是水晶宮，此時，主持人會將該隊所累計的水晶球攤在桌上，一個水晶球表示可以累計水晶宮內五秒鐘的時間，所以整組下來該隊所累計的時間，就是水晶球數目乘以五秒。
- 主持人會先按鈕，將吊橋從水面升起，接著打開水晶宮的門，請參賽者入內，並要求參賽者扶好扶手，並關好水晶宮的門。主持人並請工作人員打開強力風扇，水晶宮內的金箔與銀箔也隨之飄揚。
- 主持人開始吹響哨聲後，參賽者就可以盡情的抓取金箔與銀箔，時限內抓多少算多少。
- 參賽者要收集多過一百張的金箔才算成功。2016年的节目因恰逢Stand Up to Cancer公益节目，收集不少于100张金箔代表获得15000英镑，150张金箔代表获得20000英镑，200张金箔及以上代表获得25000英镑；所有奖励将全额捐赠给英国癌症研究中心。
- 抓取完畢後，工作人員會計算該隊參賽者金箔與銀箔的數量，每抓到一張銀箔，就會抵扣金箔的數量，故
  - 如果一隊參賽者抓到147張金箔、49張銀箔，則實際金箔總數：147－49=98 張金箔，整體遊戲失敗。
  - 如果一隊參賽者抓到195張金箔、67張銀箔，則實際金箔總數：195－67=128 張金箔，整體遊戲成功。
- 當然也會有金箔總數是「負數」的時候。例如金箔59張，銀箔79張，金箔的總數是59－79=－20 張，整體遊戲就「理所當然」的闖關失敗。
- 整體遊戲成功的隊伍，該隊的每名成員均可獲得神秘大獎。
- 無論有無成功的隊伍，該隊的每名成員仍然可以獲得水晶球一個，裡面刻有「我參加過《迷宮傳奇》」（I Cracked The Crystal Maze）字樣。
- 最後，主持人就會以俏皮的方式，向觀眾道再見。

## 兒童版
- 在第二季、第三季，以及第六季的節目中，均有兒童特別版，闖關方式與成人版一樣。
- 在第三季的節目中，有一名小孩在最後一關被鎖住，故闖關方式沒有因兒童而改變，倒是最後的水晶宮，主持人卻「大發慈悲」，無論金箔數是否達到一百張，主持人仍然會給他們神秘大獎。（兒童版亦有達到一百張金箔之隊伍，理所當然就直接獲得神秘大獎。）

## 節目播出時間
下列是該節目於原創時播出的時間。
| 系列               | 起始日         | 結束日         |
| ------------------ | -------------- | -------------- |
| 第一季             | 1990年2月15日  | 1990年5月10日  |
| 第一回聖誕節特別版 | 1991年1月1日   | 1991年1月1日   |
| 第二季             | 1991年3月21日  | 1991年6月13日  |
| 第二回聖誕節特別版 | 1991年12月24日 | 1991年12月24日 |
| 第三季             | 1992年4月24日  | 1992年6月16日  |
| 第三回聖誕節特別版 | 1992年12月27日 | 1992年12月27日 |
| 第四季             | 1993年4月1日   | 1993年6月24日  |
| 第四回聖誕節特別版 | 1993年12月24日 | 1993年12月24日 |
| 第五季             | 1994年5月12日  | 1994年8月4日   |
| 第五回聖誕節特別版 | 1994年12月24日 | 1994年12月24日 |
| 第六季             | 1995年5月18日  | 1995年8月10日  |
| 2016年名人版       | 2016年10月16日 | 2016年10月16日 |
| 第七季             | 2017年8月25日  | 2017年10月13日 |

## 中文節目播出
臺灣地區是由衛星電視有限公司（星空傳媒前身）購買播放權後，先由衛視合家歡台於1995年1月5日起播至1997年2月23日止，當時節目名稱取原名直接翻譯為《水晶迷宮》（The Crystal Maze）。之後，衛視中文台從1997年5月3日起至2000年9月30日止，播出中文配音版，節目名稱定為《迷宮傳奇》。

### 中文配音
第一季至第四季的主持人理查·歐布萊恩（Richard O'Brien）的中文固定配音，為魏伯勤。其餘參賽者則為不一定的配音人員。

## 註解
1. ↑  .   [2016-01-02]. （原始内容存档于2016-03-04）.

## 外部連結
- 《迷宮傳奇》2016年版官方網站 （页面存档备份，存于）
- 英國益智遊戲節目網頁：《迷宮傳奇》
- 互联网电影数据库（IMDb）上《迷宮傳奇》的资料（英文）
- The Crystal Maze at the TV Tome
- 《迷宮傳奇》（電腦遊戲）
- 《迷宮傳奇》中文網頁